# C/2017 O1 (ASASSN)
ASASSN1
C/2017 O1 (ASASSN), surnommée de façon non officielle ASASSN1, est une comète non périodique découverte par le All Sky Automated Survey for SuperNovae (ASAS-SN). Elle a été détectée pour la première fois le 19 juillet 2017, dans la constellation australe de la Baleine.

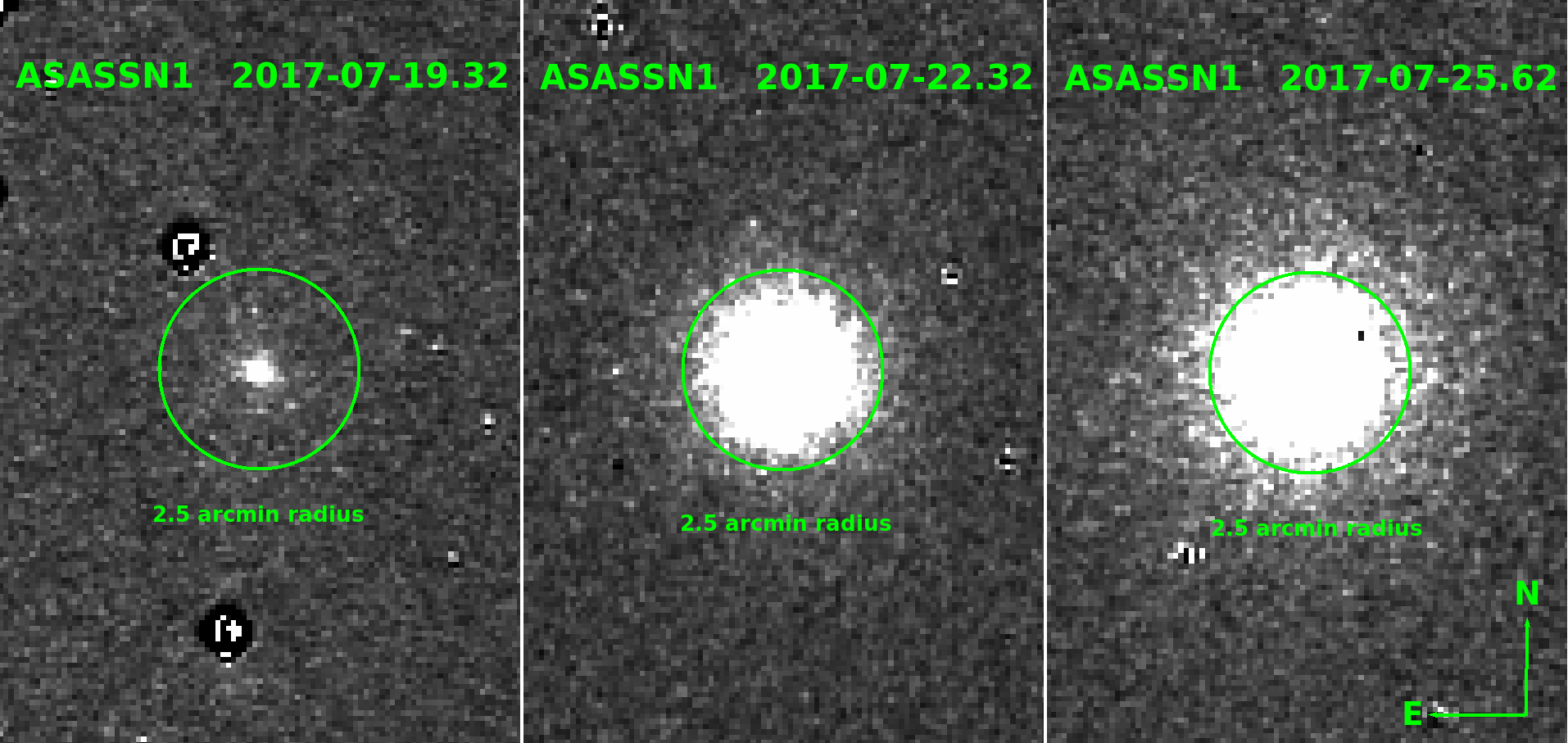
Image de découverte de ASAS-SN ainsi que deux autres époques de la comète ASASSN1.

|                                                              |
| Ce graphique montre son mouvement hebdomadaire dans le ciel. |